# Círculo Militar de Caracas
El Círculo Militar de Caracas es el nombre que recibe un complejo múltipropósito cuyas estructuras principales están localizadas al final de la Avenida Los Próceres en el Bulevar Las Américas, Santa Mónica en el Municipio Libertador al oeste del Distrito Metropolitano de Caracas y al norte del país sudamericano de Venezuela. En la actualidad sus estructuras dependen del Ministerio de Defensa de Venezuela.
Originalmente un conjunto de haciendas llamadas «Conejo Blanco» y en un espacio de 25 hectáreas, la idea general se planteó en 1943, su construcción comenzó en el año 1950 a cargo del Ministerio de Obras públicas, siendo inaugurado por el gobierno del General Marcos Pérez Jiménez el 2 de diciembre de 1953. El diseño fue encargado al arquitecto Luis Malaussena quien también se encargó del «Paseo La Nacionalidad».
Por su importancia histórica, y su diseño suntuoso fue declarada monumento histórico nacional en 1994. Incluye un centro militar, social, clubes, un teatro y un hotel, y está organizado como un instituto con otras subsedes y servicios.
En 2014 se aprobaron los recursos para la construcción de un Nuevo hotel para el Círculo Militar de Caracas.